# Do You Really Want to Hurt Me
"Do You Really Want to Hurt Me" is een nummer geschreven en uitgevoerd door de Britse new wave-band Culture Club. Op 6 september 1982 werd het nummer wereldwijd op single uitgebracht.

## Achtergrond
"Do You Really Want to Hurt Me" was de derde single die in Europa werd uitgebracht door Culture Club en hun debuutsingle in de Verenigde Staten en Canada. Dit was het eerste grote succes van Culture Club, na hun eerste twee uitgaves op het Virgin Records label, "White Boy" en "I'm Afraid of Me", die alleen in thuisland het Verenigd Koninkrijk waren uitgebracht maar daar nauwelijks een hit werden. 
Het nummer werd op 6 september 1982 als single van het debuutalbum Kissing to Be Clever uitgebracht. Het was de eerste Britse nummer 1-hit van de band. In de VS werd de 2e positie behaald in de Billboard Hot 100. In Canada, Australie, Duitsland, Oostenrijk, Zwitserland, Scandinavië, Frankrijk en Ierland werd de nummer 1-positie behaald.
In Nederland werd de plaat op maandag 27 september 1982 door dj Frits Spits en producer-invaller Tom Blomberg in het populaire radioprogramna De Avondspits verkozen tot de 214e NOS Steunplaat van de week op Hilversum 3 en werd een gigantische hit in de destijds drie landelijke hitlijsten op de nationale publieke popzender. De plaat bereikte de 2e positie in zowel de Nationale Hitparade, Nederlandse Top 40 en piekte op de nummer 1-positie in de TROS Top 50. In de Europese hitlijst op Hilversum 3, de TROS Europarade, werd op zondag 21 november 1982 de 2e positie behaald.
In België bereikte de plaat de nummer 1-positie in zowel de voorloper van de Vlaamse Ultratop 50 als de Vlaamse Radio 2 Top 30. In Wallonië werd de 24e positie bereikt.
In de sinds december 1999 jaarlijks uitgezonden NPO Radio 2 Top 2000 van de Nederlandse publieke radiozender NPO Radio 2, stond de plaat van 1999 t/m 2004 in de lijst genoteerd met als hoogste notering een 1042e positie in de millennium editie.
Een coverversie van de band Blue Lagoon uit januari 2005 werd een bescheiden hit in enkele Europese landen. In Nederland en België behaalde deze versie géén notering in de hitlijsten.

## NPO Radio 2 Top 2000
| Nummer met noteringen in de NPO Radio 2 Top 2000 | '99  | '00  | '01  | '02  | '03  | '04  |
| ------------------------------------------------ | ---- | ---- | ---- | ---- | ---- | ---- |
| Do You Really Want to Hurt Me                    | 1042 | 1315 | 1462 | 1667 | 1659 | 1946 |

1. ↑  Een vetgedrukt getal geeft de hoogste notering aan.
2. ↑  Deze tabel is bijgewerkt tot en met de laatste editie (2024).